# دیلون بروکس
دیلون بروکس (انگلیسی: Dillon Brooks؛ زادهٔ ۲۲ ژانویهٔ ۱۹۹۶) بازیکن بسکتبال اهل کانادا است.
از باشگاه‌هایی که در آن بازی کرده‌است می‌توان به بسکتبال مردان اورگن داکس اشاره کرد.
وی در مسابقات کشوری و بین‌المللی در مجموع برندهٔ ۱ مدال نقره شده‌است.